# Вилимек, Ян
Ян Вилимек (чеш. Jan Vilímek; 1 января 1860 — 15 апреля 1938) — чешский художник-портретист.

## Биография
Родился в городе Жамберк, племянник писателя и журналиста Йозефа Вилимека (1835–1911). В 1880-е годы публиковал многочисленные портреты известных чешских общественных и культурных деятелей в газетах Humoristické listy и Světozor; среди изображённых Вилимеком — Гавличек-Боровский, Антонин Дворжак, Алоис Йирасек, Ярослав Врхлицкий. Вилимеку принадлежат также портреты деятелей прошлого — в частности, Яна Гуса, Йозефа Добровского, Бернарда Больцано, — и некоторых иностранных персоналий (Джузеппе Гарибальди, Леон Гамбетта, Камиль Сен-Санс, Виктор Гюго, Пётр Чайковский, Василий Верещагин и др.). В дальнейшем работал в Вене.

## Галерея портретов, выполненных Я. Вилимеком

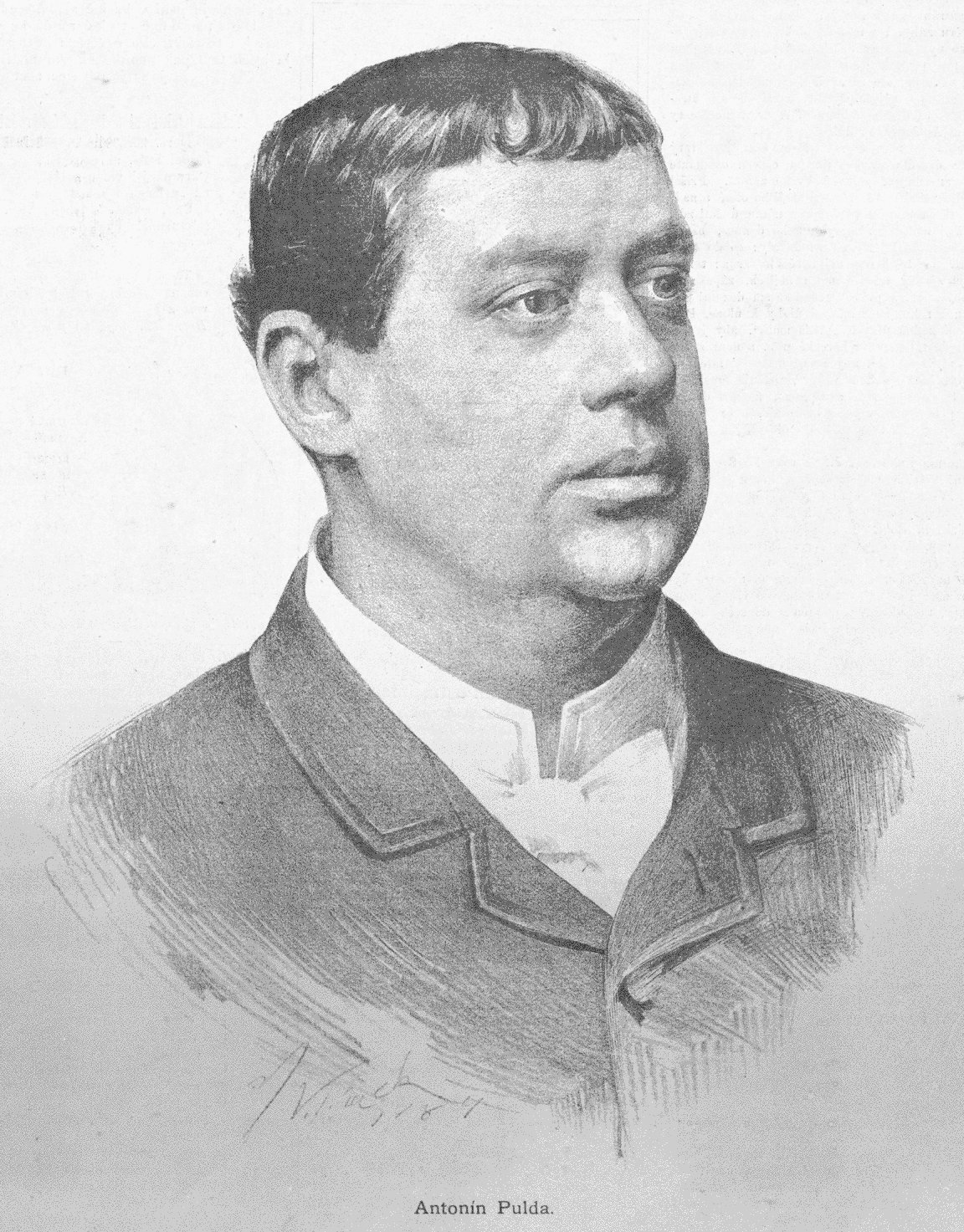
Антонин Пульда
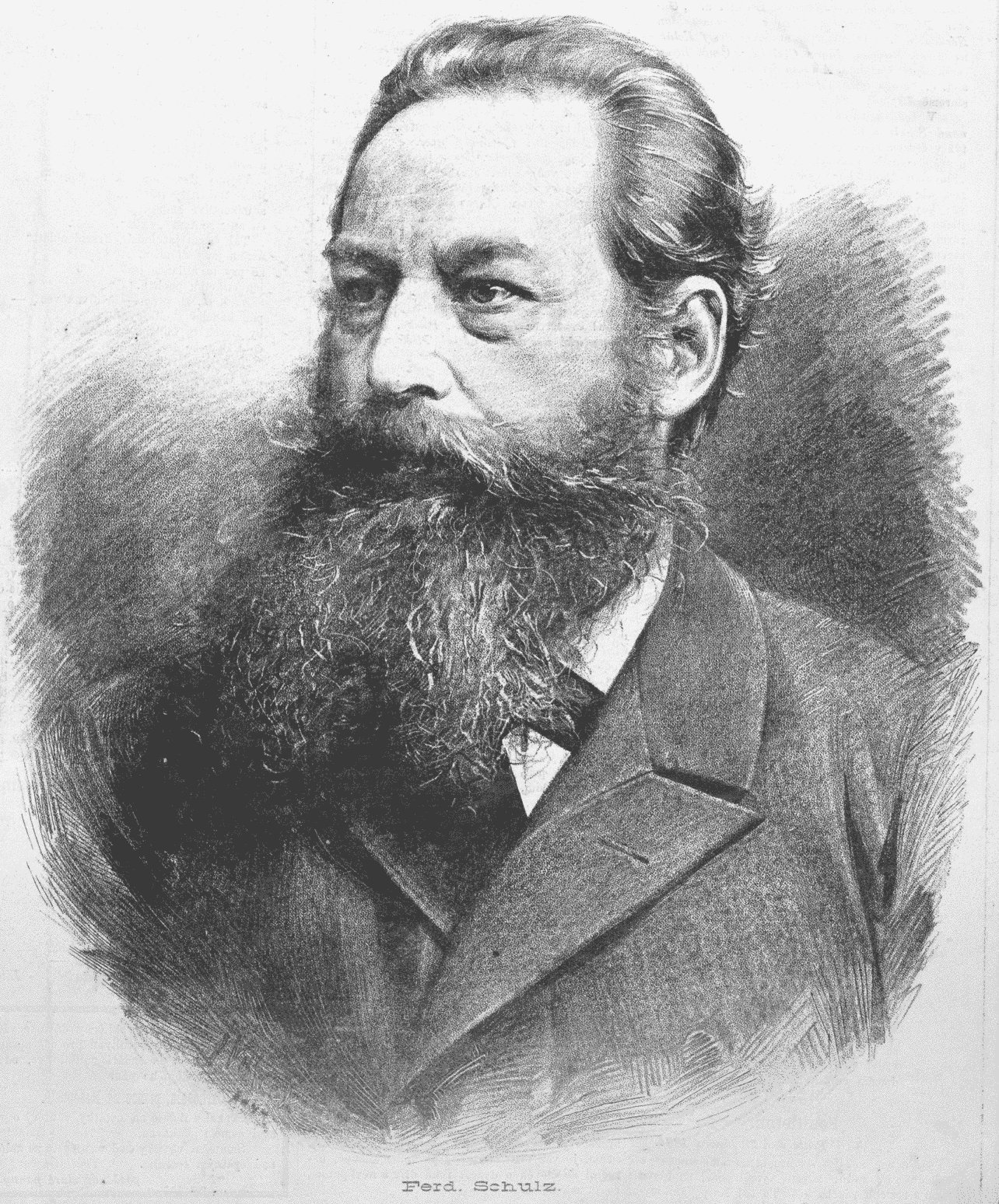
Фердинанд Шульц
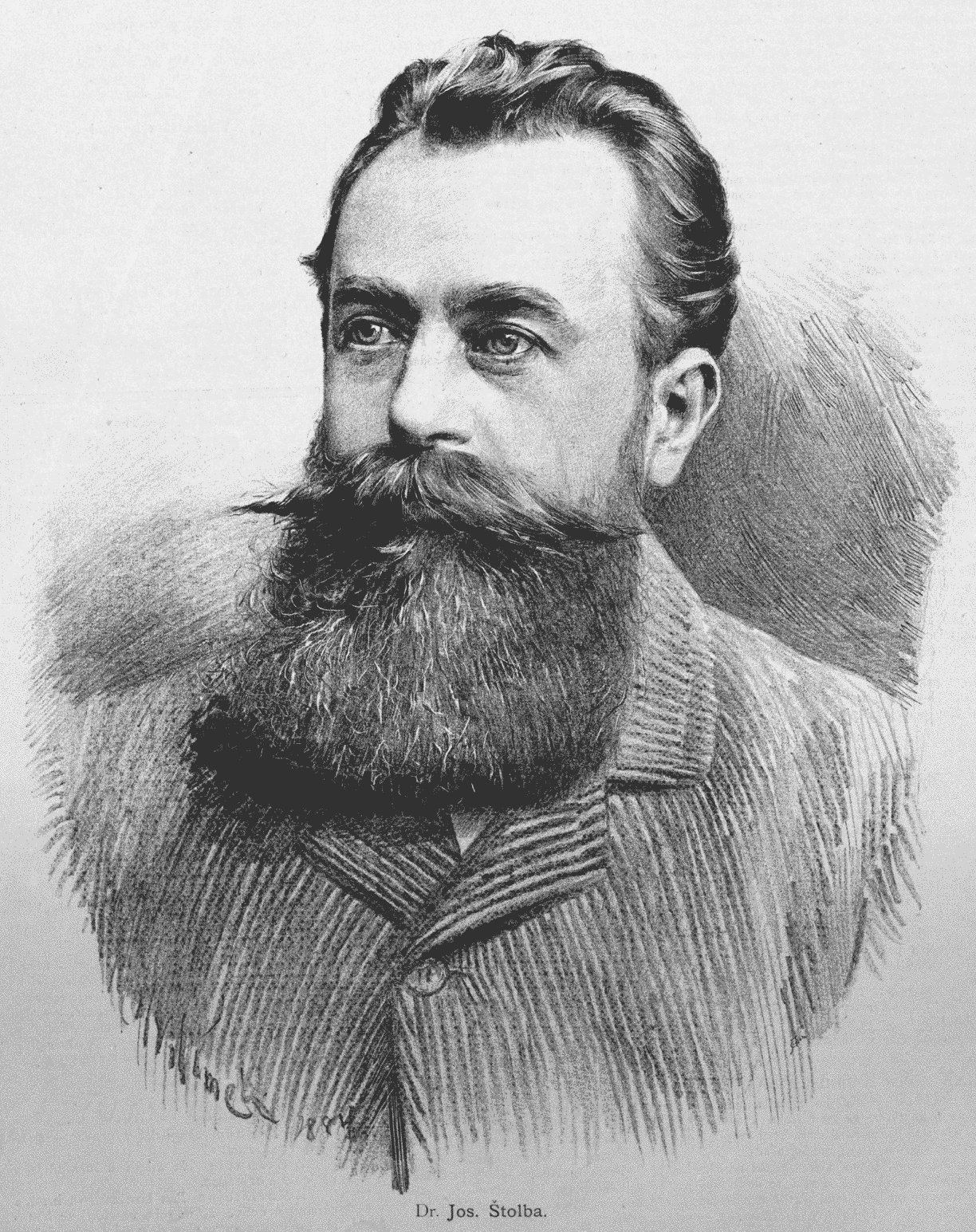
Йозеф Штольба
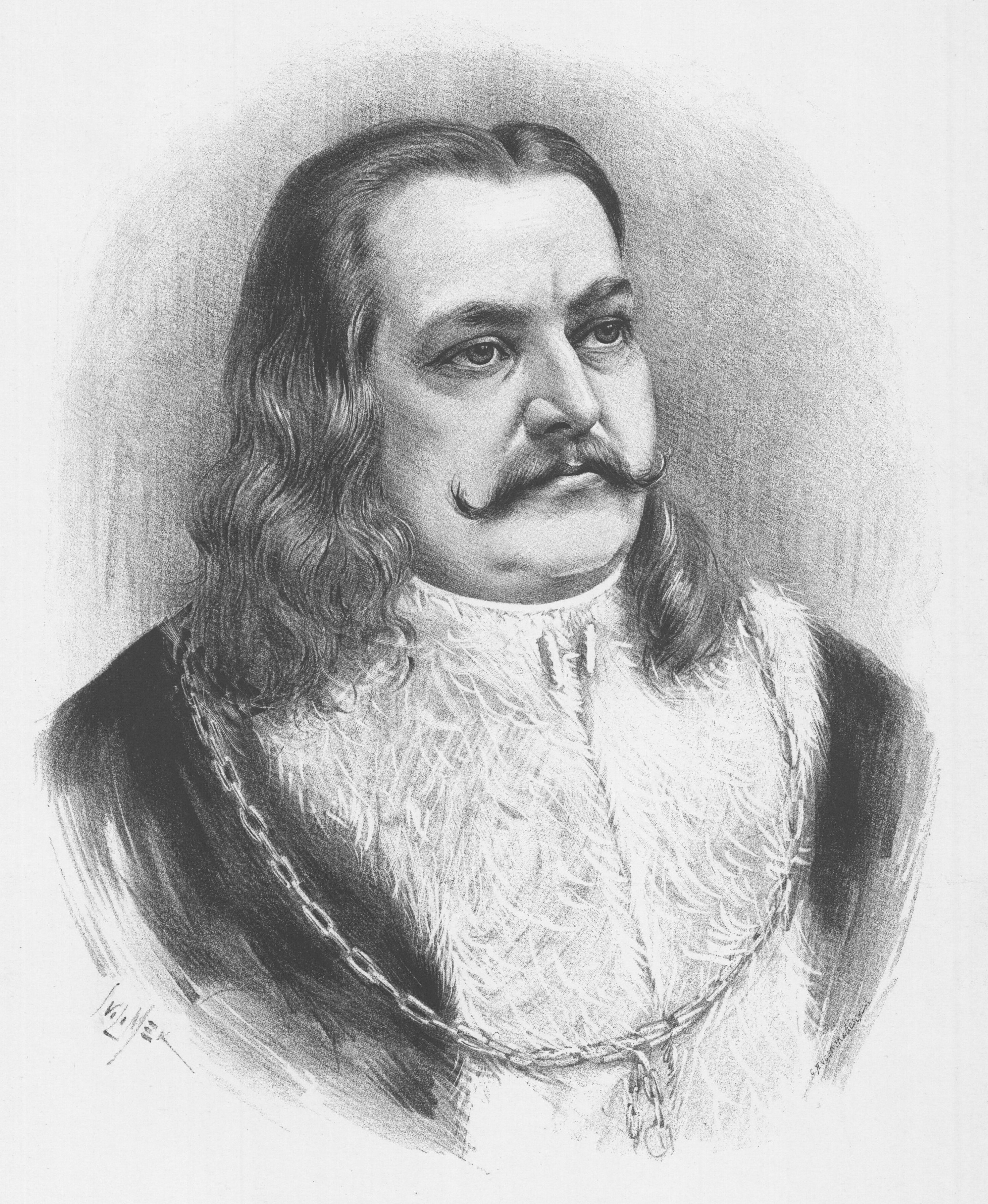
Йиржи из Подебрад
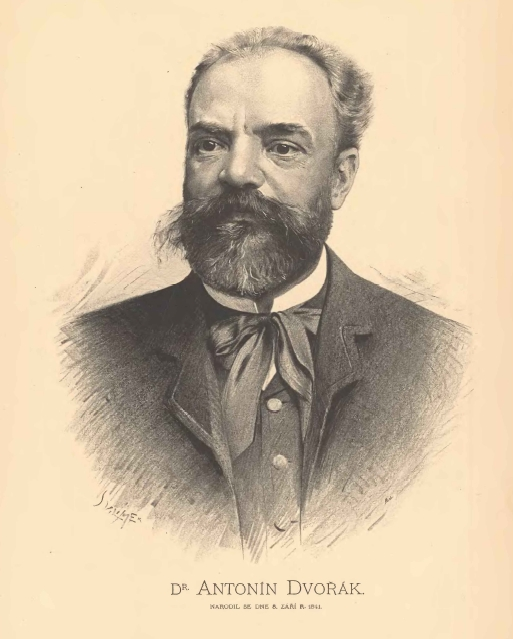
Антонин Дворжак
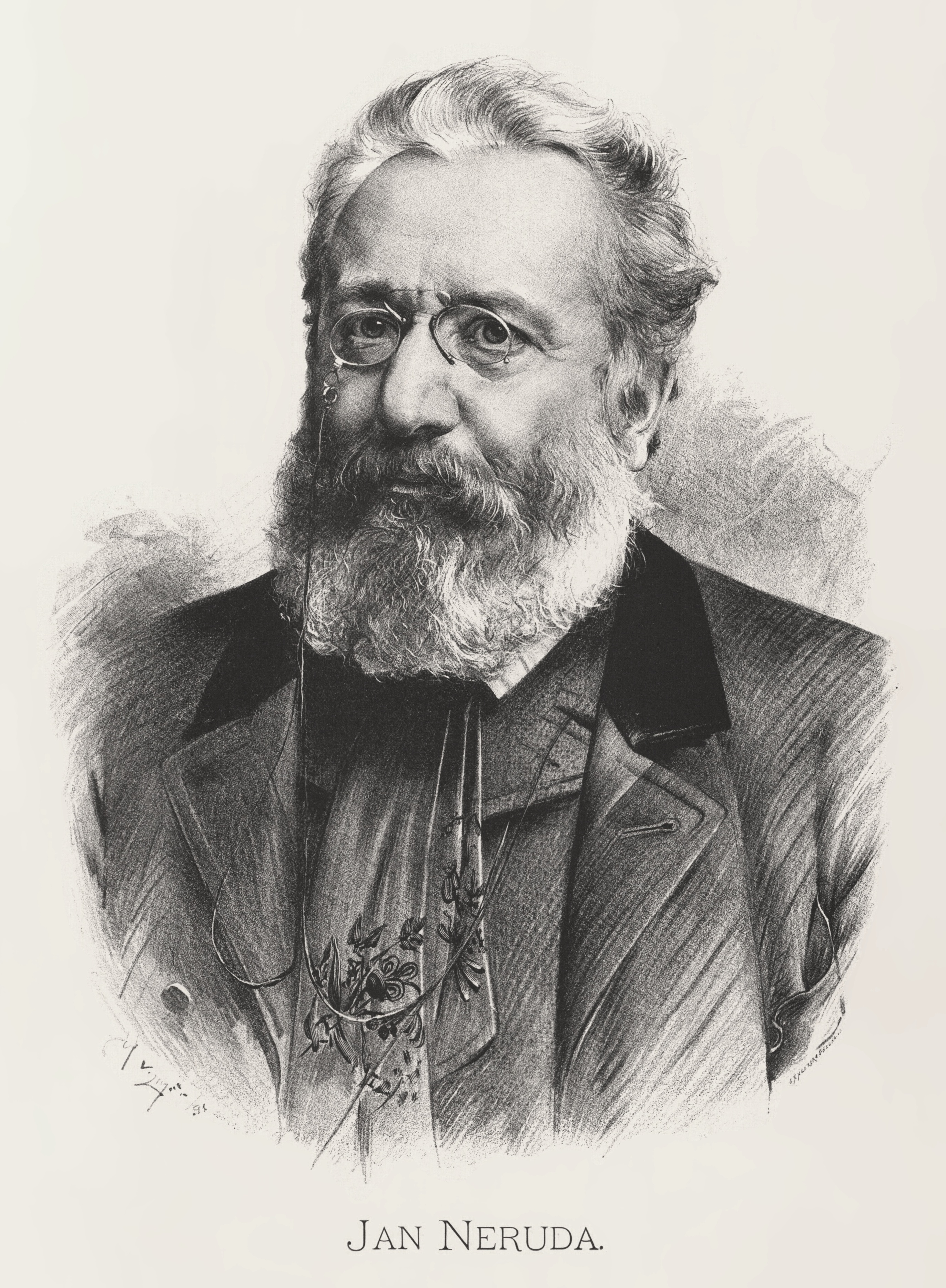
Ян Неруда
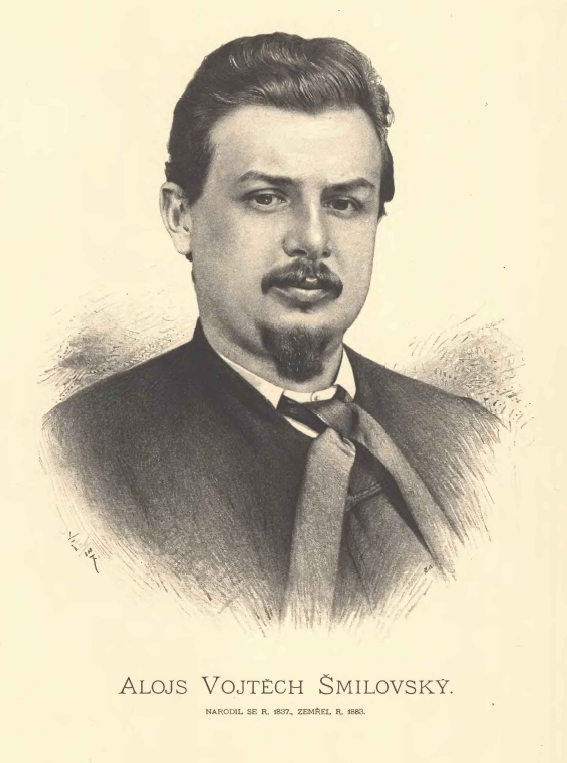
Алоиз Войтех Шмиловский
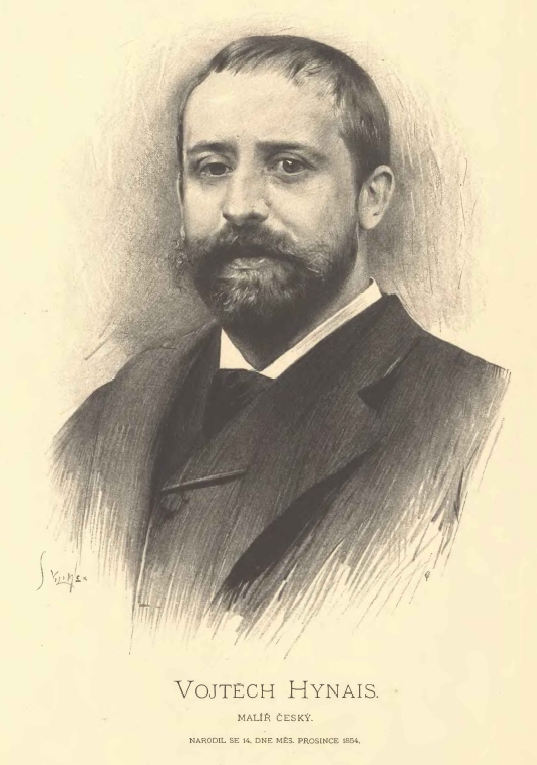
Войтех Гинайс
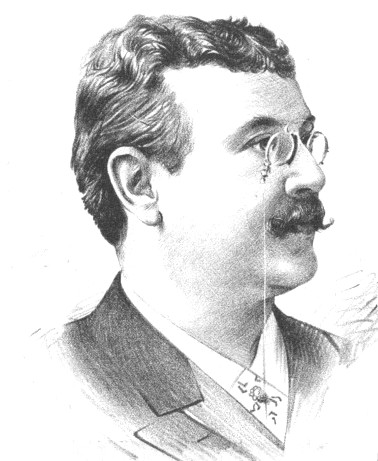
Джулио Перотти
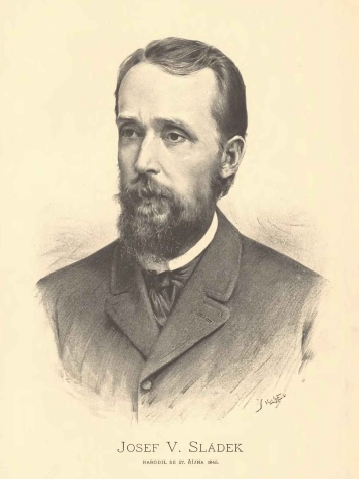
Йозеф Вацлав Сладек
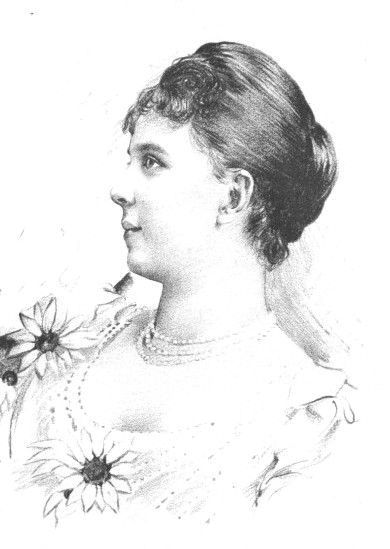
Ирена фон Шаванн
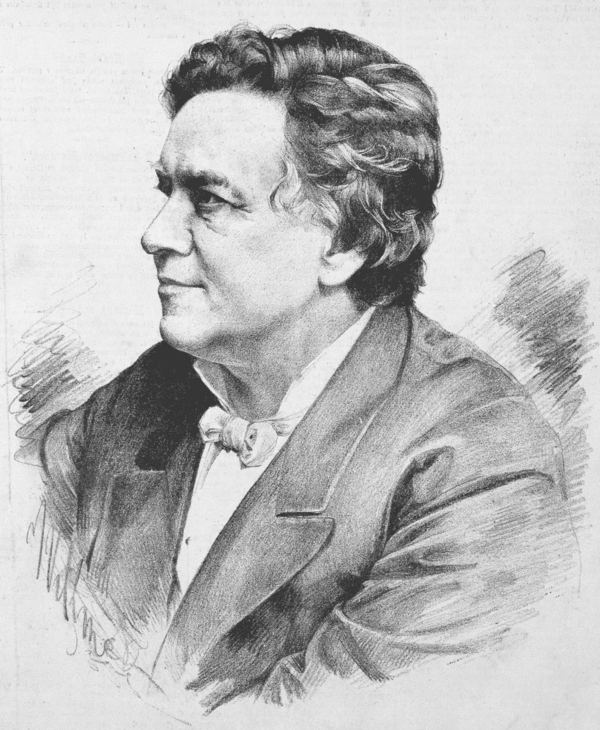
Карел Франтишек Колар